# Fàbrica tèxtil Bandera Roja
La fàbrica tèxtil Bandera Roja (en rus: Трикотажная фабрика «Красное Знамя»; Trikotàjnaia fàbrika «Kràsnoie Znàmia») és  a Leningrad (actualment Sant Petersburg), al carrer dels Pioners (Pionérskaia úlitsa), 53. La fàbrica va ser dissenyada per Erich Mendelsohn i més tard en part redissenyada per Serguei Ovsiànnikov, E.A. Tretiakov i Hyppolit Prétreaus (arquitecte en cap del projecte). Fou construïda entre 1926 i 1937.
Mendelsohn va ser el primer arquitecte estranger que va ser cridat el 1925 per dissenyar a l'URSS, sobre la base de la seva dinàmica i futurística arquitectura expressionista. Mendelsohn va fer una maqueta per a una gran fàbrica, similar i encara més funcionalista en aparença que la seva «fàbrica de barrets» de Luckenwalde, inspirant-se en l'arquitectura constructivista del país a partir del qual va escriure un treball titulat Rússia-Europa-Amèrica. Mendelsohn va fer diversos viatges a l'URSS durant les obres de construcció. No obstant això, amb les tècniques de construcció primitiva de l'època no hi havia prou per a realitzar l'estructura en la seva totalitat, i l'obra no es va ajustar plenament al disseny de Mendelsohn.
Mendelsohn només va participar en la primera etapa del projecte entre 1925-1926. Va dibuixar un plànol inicial (modificat després) de la fàbrica i va dissenyar la central elèctrica, reconeguda oficialment com a objecte del patrimoni històric i cultural de Rússia (construïda el 1926). Els altres edificis van ser acabats per Serguei Ovsiànnikov, E. A. Tretiakov, i Hyppolit Prétreaus entre 1926 i 1928 i entre 1934 i 1937.
Actualment, tot el complex d'edificis d'aquesta fàbrica està inclòs en la llista d'objectes del patrimoni històric i cultural, emesa pel govern de Sant Petersburg el 2001 (amb addicions de 2006).
Mendelsohn va repudiar l'edifici després de la finalització el 1926, tot i que sovint va fer ús de la maqueta com a exemple del seu enfocament respecte de l'arquitectura industrial.
Actualment, la fàbrica està encara parcialment en ús com a espai d'emmagatzematge.